# Erwin Binder
Erwin Binder (* 18. September 1932 in Groß Godems, Kreis Parchim; † 28. Oktober 1999) war ein deutscher Politiker und Funktionär der DDR-Blockpartei DBD. Er war Vorsitzender des Bezirksvorstandes Rostock der DBD sowie Abgeordneter der Volkskammer und Mitglied ihres Präsidiums.

## Leben
Binder, Sohn eines Arbeiters, besuchte die Volksschule und lernte 1947 bis 1949 den Beruf des Harzfacharbeiters im Harzgewinnungsbetrieb Parchim. 1949 war er als Landwirtschaftsgehilfe tätig. Von 1949 bis 1951 besuchte er die Fachschule für Landwirtschaft in Lübz und wurde Meister der Landwirtschaft. 1950/51 war er  Gemeindesekretär in Groß Godems. Zwischen 1968 und 1973 absolvierte Binder ein Fernstudium an der Universität Greifswald mit dem Abschluss als Diplomphilosoph.
1951 trat er der Demokratischen Bauernpartei Deutschlands (DBD) bei und war seitdem in verschiedenen Positionen auf lokaler und Republikebene für die DBD tätig: 1951/52 war er politischer Mitarbeiter der DBD-Kreisverbände Parchim und Rostock, 1952/53 Erster Sekretär des DBD-Kreisvorstandes Bad Doberan, von 1953 bis 1955 politischer Mitarbeiter des Parteivorstandes der DBD. Von 1956 bis 1969 wirkte er als Sekretär für Schulung und Aufklärung des DBD-Bezirksvorstandes Rostock, von 1969 bis 1982 war er schließlich Vorsitzender des Bezirksvorstandes Rostock der DBD. Von 1957 bis 1982 war Binder Mitglied des Bezirksvorstandes Rostock, seit 1972 auch Mitglied des Parteivorstandes der DBD, seit 1977 Mitglied des Präsidiums und seit 1982 Sekretär des Parteivorstandes der DBD.
Von 1959 bis 1966 gehörte Binder auch dem Bezirksvorstand Rostock der Gesellschaft für Deutsch-Sowjetische Freundschaft an. Von 1957 bis 1982 war er zudem  Mitglied des Bezirksausschusses Rostock der Nationalen Front der DDR. Von 1965 bis 1981 war er für die DBD Abgeordneter des Bezirkstages Rostock.
Von 1981 bis 1990 war er Abgeordneter der Volkskammer und ab 1986 Vorsitzender der DBD-Fraktion. Von 1981 bis 1986 gehörte er dem Ausschuss für Arbeit und Sozialpolitik, ab 1986 dem Ausschuss für Auswärtige Angelegenheiten der Volkskammer an. Von Juni 1987 bis 1989 war er zudem Mitglied des Präsidiums der Volkskammer (Nachfolger von Günther Maleuda).
Zur Wahl Egon Krenz’ zum neuen Staatsratsvorsitzenden betonte Binder als Fraktionsvorsitzender vor Beginn der Volkskammersitzung am 24. Oktober 1989 gegenüber der Aktuellen Kamera für die DBD, dass Egon Krenz als Staatsoberhaupt für Kontinuität und für Sozialismus spreche. Dieser Sozialismus, der auf das Wohl des Menschen gerichtet sei, habe bei allen Problemen viele Errungenschaften gebracht. Die DBD wolle diese Errungenschaften gewahrt und weiterentwickelt wissen.

## Auszeichnungen in der DDR
- Verdienstmedaille der DDR (1969)
- Vaterländischer Verdienstorden in Silber und in Gold (1988)